# 東京福祉専門学校
東京福祉専門学校（とうきょうふくしせんもんがっこう）は、平成元年に設立された東京都江戸川区西葛西5-10-32にある専門学校である。運営は、学校法人滋慶学園グループ。東京都豊島区東池袋にある東京福祉大学とは、一切関係がない。

## 概要
東京都江戸川区西葛西に所在し、作業療法士、精神保健福祉士、社会福祉士、介護福祉士、保育士、幼稚園教諭を養成する専門学校。国家資格に対する、学生への支援体制が整っている。

## 沿革
以下、公式ページ「学校紹介」の「情報公開」内にある「学校の沿革」を参考。
- 1989年（平成元年）4月 - 学校法人滋慶学園が東京福祉専門学校を開校（介護福祉科）
- 1990年（平成2年）4月 - 社会福祉科、健康福祉科を設置
- 1991年（平成3年）4月 - 医療福祉科を設置
- 1998年（平成10年）4月 - 作業療法科、介護福祉科夜間課程、児童福祉科を設置
- 2001年（平成13年）4月 - 作業療法科夜間課程、社会福祉士一般養成科、精神保健福祉士一般養成科を設置
- 2006年（平成18年）10月 - 江戸川区から委託され、東京福祉専門学校が運営する「地域活動・相談支援センターかさい」がオープン
- 2009年（平成21年）4月 - 社会福祉士一般養成通信課程、社会福祉士短期養成通信課程を設置。介護福祉科を2年制から3年制に変更
- 2010年（平成22年）4月 - 介護福祉実践科を設置
- 2011年（平成23年）4月 - 作業療法科夜間課程を4年制から3年制に変更。介護福祉科、介護福祉科夜間課程、社会福祉科、作業療法科、作業療法科夜間課程、児童福祉科を介護福祉士科、介護福祉士科夜間課程、社会福祉士科、作業療法士科、作業療法士科夜間課程、こども保育福祉科に名称変更
- 2012年（平成24年）4月 - こども保育福祉科夜間課程を設置。精神保健福祉士一般養成科を夜間部から昼間部へ変更。東京スポーツレクリエーション専門学校からキャリアデザイン・コミュニケーション科を移設
- 2014年（平成26年）4月 - 介護福祉実践科が職業実践専門課程に認定される
- 2015年（平成27年）4月 - 介護福祉士科、介護福祉士科夜間課程、こども保育福祉科が職業実践専門課程に認定される。社会福祉士一般養成科昼間過程を設置。社会福祉士科を社会福祉士・精神保健福祉士科に名称変更
- 2016年（平成28年）
  - 4月 - こども保育福祉科夜間課程、作業療法士科、作業療法士科夜間課程、社会福祉士科が職業実践専門課程に認定される。介護福祉士実践科を介護福祉士養成科に名称変更
  - 5月 - 江戸川区から委託され、東京福祉専門学校が運営する「相談支援センターFUREAI」（計画相談支援事業）を開始
- 2017年（平成29年）4月 - 保育士・受験養成科を設置
- 2018年（平成30年）4月 - キャリアデザインコミュニケーション科が福祉コミュニケーション科に名称変更。江戸川区から委託され、東京福祉専門学校が運営する「なごみの家葛西南部」がオープン。保育士・受験養成科を保育士受験対策科に、介護福祉士養成科を介護福祉士短期養成科に名称変更
- 2022年（令和4年）4月 - IT医療ソーシャルワーカー科を設置

## 設置学科
- 社会福祉科（社会福祉士、精神保健福祉士を目指す4年制の昼間部学科）
- 社会福祉士一般養成科（社会福祉士を目指す1年制の昼間部学科）
- 社会福祉士一般養成通信課程（社会福祉士を目指す1年9ヶ月制の通信課程）
- 社会福祉士短期養成通信課程（社会福祉士を目指す9ヶ月制の通信課程）
- 精神保健福祉士一般養成科（精神保健福祉士を目指す1年制の昼間部学科）
- 心理カウンセラー科（公認心理師を目指す4年制の昼間部学科･2019年開講）
- 作業療法科（作業療法士を目指す3年制の昼間部学科）
- 作業療法科夜間部（作業療法士を目指す3年制の夜間部学科）
- こども保育科（保育士を目指す2年制昼間学科）
- こども保育科夜間主コース（保育士を目指す2年制夜間学科）
- キャリアデザイン科（やりたいことを見つけ就職を目指す学科）
- 介護福祉士科（介護福祉士を目指す3年制の昼間部学科）
- 国際福祉ビジネス科（介護に関するコミュニケーションと介護の基本を学ぶ1年制の昼間部学科･2019年開講）
- IT医療ソーシャルワーカー科（デジタル技術を活かした新しい支援ができる社会福祉士を目指す4年制の学科・2022年開講）

## 取得資格・取得目標資格
- 社会福祉士
- 精神保健福祉士
- 介護福祉士
- 作業療法士
- 保育士
- 幼稚園教諭二種免許
- 社会福祉主事任用資格
- 介護職員初任者研修
- 基本情報技術者

## 主な卒業生
- 堀越啓仁（元衆議院議員、僧侶）
- 松本匡生（布団ちゃん・ネットクリエイター）